# Chatchai Koompraya
Chatchai Koompraya (tiếng Thái: ฉัตรชัย คุ้มพญา, sinh ngày 3 tháng 4 năm 1984), hoặc còn được biết với tên đơn giản Chai (tiếng Thái: ชัย), là một cầu thủ bóng đá người Thái Lan thi đấu ở vị trí tiền vệ tấn công.